# بئر عاشق (الرقة)
بئر عاشق قرية سورية تتبع ناحية مركز تل أبيض في منطقة تل أبيض في محافظة الرقة. بلغ عدد سكانها 351 نسمة في عام 2004 حسب إحصاء المكتب المركزي للإحصاء.